# 불가타

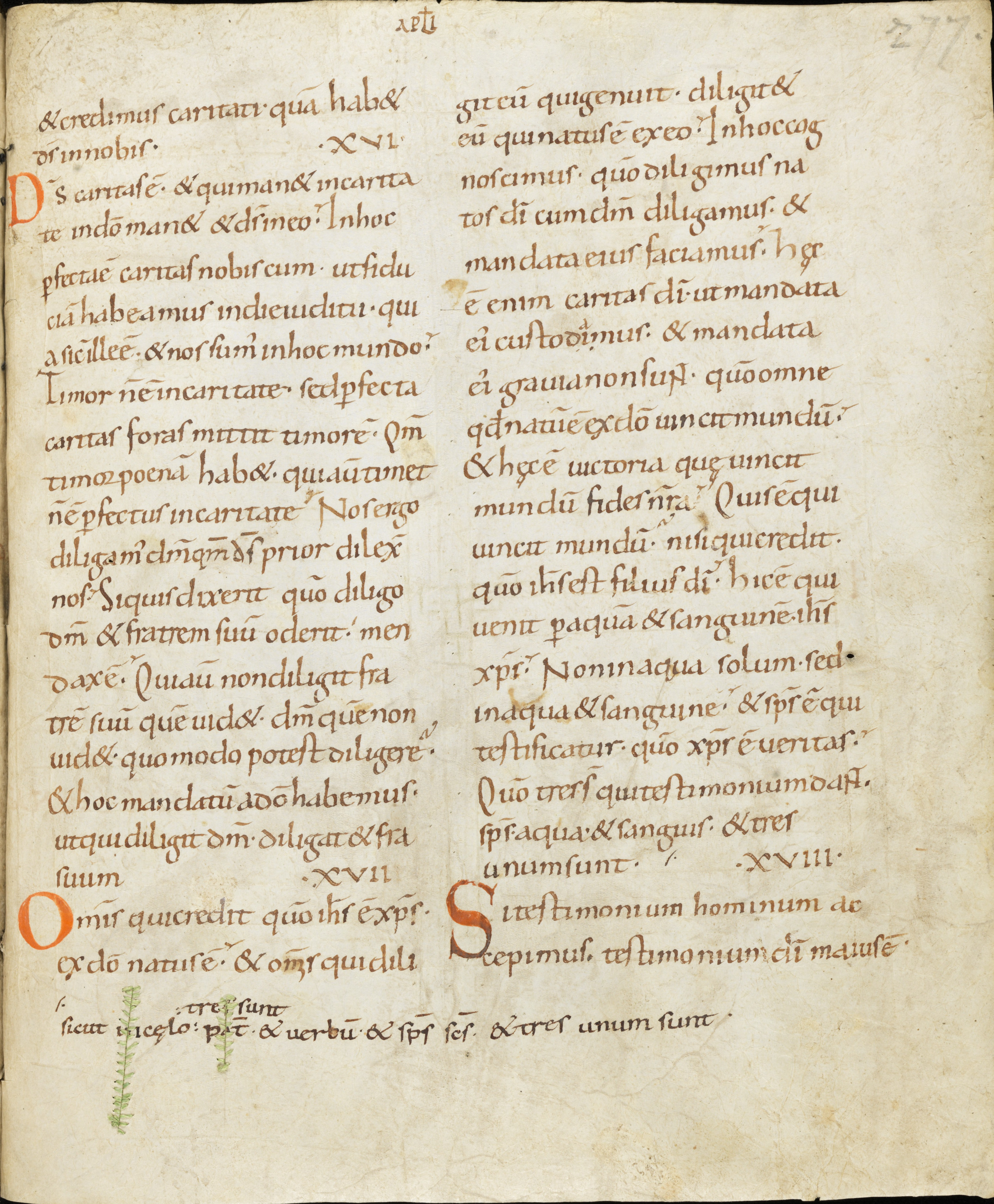

불가타(Vulgata) 또는 새 라틴어 성경은 히브리어와 코이네 그리스어(헬라어) 원문 성경을 5세기 초에 라틴어로 번역한 그리스도교 성경 번역본이다.
불가타의 시초는 382년 다마소 1세가, 기존의 옛 라틴어 성경을 개정하고자, 히에로니무스 (예로니모)에게 성경 번역을 지시한데서 시작한다. 이후 20세기 후반에 교황 요한 바오로 2세는 불가타를 개정한 새 대중 라틴말 성경(라틴어: Bibliorum Sacrorum nova vulgata editio)을 발행하였는데, 이 노바 불가타가 현재 천주교회의 라틴 전례에서 사용되는 공식 성경이다. 로마 미사 전례의 특별 양식 미사인 트리덴티노 미사에서는 노바 불가타 이전 판본인 클레멘티누스 판의 불가타 성경(Vulgata Clementina)을 사용한다.
다마소 1세는 가톨릭 로마교구의 대주교로 착좌하면서 이교의 조짐에 맞서 보편교회를 수호하는데 전력을 다하였다. 368년과 369년 두 차례 로마에서 시노드를 소집한 그는 아폴리나리우스주의와 마케도니우스주의를 단죄하고, 381년 이단 문제를 다루기 위해 소집된 제1차 콘스탄티노폴리스 공의회에 사절단을 파견하였다. 이 공의회는 대단히 중요하다. 아리우스주의가 단죄되고 제1차 니케아 공의회의 신앙 선서문이 공적으로 채택되었다.
다마소 1세는 비밀리에 히에로니무스를 자신의 비서로 임명하였다. 409년 히에로니무스는 “여러 해 동안 나는 로마의 주교 다마소를 도와 동·서 공의회에서 그에게 문의된 질문들에 대한 그의 답변을 적는 것과 같은 서신 작성을 하였다.”고 기록하였다. 그리스도교가 로마 제국의 국교로 선포된 것은 다마소 1세가 재임하던(380년) 중이었다. 그리고 다마소 1세의 교회 개혁에 따라 라틴어가 서방교회 지역의 중심적 전례 언어가 되었다. 또한, 당시에는 성경의 라틴어 번역본이 여러 역자가 번역하여 용어와 구성에 통일성이 없이 난잡하고 정리가 필요한 상황이었다. 라틴어 지역에서 가톨릭 신앙을 지키기 위해서 통일성 있는 새로운 공용 라틴어 성경 번역본이 절실한 상황이었다. 다마소 1세는 히에로니무스에게 헬라어 신약성경과 70인역 구약성경을 정확히 라틴어로 번역하라고 요청했다. 그는 부정확한 옛 라틴어 번역본에서 벗어나 당시 대중이 널리 사용하는 대중 라틴어로 정확하게 번역하도록 강조하였다.
성 히에로니무스는 382년부터 신약성경을 코이네 그리스어, 즉 헬라어에서 라틴어로 직접 번역하였고, 구약성경의 경우에는 먼저 신약과 마찬가지로 헬라어로 쓰인 70인역에서 번역하였다. 이 성경 번역본은 가톨릭 교회의 공의회를 통해 공식적인 라틴어 성경으로 인준을 받았다. 이후에도 그는 계속 베들레헴의 수도원에 머물면서 번역 작업을 멈추지 않고 계속하여 3차 번역에서는 히브리어 원문에서 라틴어로 직접 번역한다는 원칙을 세우고, 유대인 랍비들과 직접 토론을 벌이면서 새로이 번역 작업을 수행하였다. 그 결과 불가타 성경이 나왔다. 406년까지 지속한 작업으로 라틴어 성경 번역본은 13세기 이후 널리 쓰이는 번역본이라는 의미에서 'versio vulgata'라는 이름으로 불렸으며, 이를 줄여 불가타판이라 한다. 불가타판은 원문에 매우 충실하고 정확한 번역일 뿐만 아니라 대중이 쉽게 읽을 수 있는 라틴어로 되어 있었으므로 5세기 이후 서방교회 사회에 널리 보급되었다. 개신교의 종교개혁 이후 1546년 대항종교개혁 공의회인 트리엔트 공의회에서 가톨릭 교회는 불가타판 번역을 공식적인 성경으로 재확인했다. 종교개혁 지지 지역은 루터의 독일어 성경 번역을 시작으로 다양한 국가의 언어로 번역하였다.
역사적으로 불가타는 단순한 성경 번역본이 아니라 16세기까지 서방교회의 중요한 성경 본문이었고, 현재에도 천주교회의 정본이다. 그래서 "번역된 출판"이라는 뜻의 베르시오 불가타(versio vulgata)라는 이름을 얻게 되었다. 클레멘티누스 판의 불가타에는 76권의 책이 들어있다. 정경(구약성경 39권과 신약성경 27권)과 10권의 제2경전이다. (히에로니무스는 10권의 구약성경 외경 또는 제2경전을 '교회의 책'이라고 정경과 구분하여 언급하였으며, 불가타 성경 서문에 교회의 책들에 대하여 '읽어서 신앙에 유익하지만 교리를 도출하면 안된다'라고 하는 일부 관점을 따랐으나 가톨릭 교회는 아우구스티누스 등의 주류 관점을 따라 10권의 책 또한 정경으로 포함시켰다. 현대에는 사해문서 등에서 이 책들에 대한 히브리어 본문이 발견되기도 했다.)

## 구성과 번역
불가타의 대부분은 히에로니무스에 의해 번역되었지만, 옛 라틴어 성경에서 개정되지 않은 부분도 있고, 번역자 미상인 부분도 있다.
- 옛 라틴어 성경에서 그대로 놓은 것: 므나쎄의 기도, 에스드라 1서, 에스드라 2서, 지혜서, 코헬렛서, 바룩서, 마카베오 상, 마카베오 하 (현재는 지혜서, 코헬렛서, 바룩서, 마카베오기 1서, 마카베오기 2서만이 천주교 정경으로 인정받는다.)
- 옛 라틴어 성경에서 다소 개정한 것 (개정자는 미상이나 아마도 히에로니무스일 것으로 추정): 사도행전, 바오로의 서간들, 요한의 묵시록
- 히에로니무스가 아람어판에서 번역한 부분: 토빗기, 유딧기
- 히에로니무스가 70인역에서 번역한 부분: 라틴어 시편, 에스테르기
- 히에로니무스가 테오도티온에서 번역한 부분: 아자리야의 노래와 세 젊은이의 노래, 다니엘서, 벨과 용 (천주교에서는 이외에 수산나 이야기까지 포함해 다니엘서로 분류한다.)
- 히에로니무스가 그리스어 사본을 참조하면서 옛 라틴어 성경에서 개정한 부분: 4복음서 (마태오, 마르코, 루카, 요한)
- 히에로니무스가 히브리어 성경에서 처음 번역한 것: 시편을 제외한 구약성경. 이 작업은 405년에 끝났다.

## 같이 보기
- 구텐베르크 성경
- 히에로니무스
- 코덱스 기가스